# Gho Manhāsān
Gho Manhāsān är en ort i Indien.   Den ligger i unionsterritoriet Jammu och Kashmir, i den norra delen av landet, 500 km nordväst om huvudstaden New Delhi. Gho Manhāsān ligger 320 meter över havet och antalet invånare är 4 040.
Terrängen runt Gho Manhāsān är huvudsakligen platt, men åt nordost är den kuperad. Runt Gho Manhāsān är det tätbefolkat, med 442 invånare per kvadratkilometer. Närmaste större samhälle är Sāmba, 15,6 km öster om Gho Manhāsān. Trakten runt Gho Manhāsān består till största delen av jordbruksmark.